# Bongzilla
Bongzilla es una banda de stoner doom metal precedente de Madison, Wisconsin. Hasta la fecha, la banda ha publicado 4 álbumes de estudio, 9 EP (de los cuales 6 son compartidos con otras bandas), un álbum en vivo y 3 álbumes recopilatorios.
Casi todos los miembros pertenecen a la banda desde su formación, aunque la banda sufrió constantemente cambios de bajistas. Las letras de sus canciones hablan del cannabis y se ve reflejado en las portadas de los discos y en los nombres de las canciones.

## Miembros

### Actuales
- Mike "Muleboy" Maleka – voz, guitarra rítmica (1995-2009, 2015-presente)
- Jeff "Spanky" Schultz - guitarra líder (1995-2009, 2015-presente), bajo (2020-presente)
- Mike "Magma" Henry - batería (1995-2009, 2015-presente)

### Pasados
- Nate Bush - bajo (1995)
- Nate "Weed Dragon" Dethlefsen (†) - bajo (1995-2001)
- Dave "Dixie" Collins (Weedeater) - bajo (2005-2009)
- Cooter Brown - bajo (2001-2005, 2015-2020)

## Discografía

### Álbumes de estudio
- Stash (1999)
- Apogee (2001)
- Gateway (2002)
- Amerijuanican (2005)
- Weedsconsin (2021)

### EP
- Mixed Bag (1996)
- Hemp For Victory (1998)
- Methods for Attaining Extreme Altitudes (1998)

### Splits
- Bongzilla / Meatjack (1997)
- Cavity / Bongzilla (1998)
- Painkiller Vol.II (1998)
- Hellchild / Bongzilla (1998)
- He's No Good to Me Dead - 74 Minutes of Extreme Pain (1999)
- Twin Threat to Your Sanity (2001)
- Doom Sessions Vol. 4 (2021)
- Weedsconsin / Down the Road I Go (2022)

### Recopilatorios
- Shake: The Singles (2002)
- Nuggets (2007)
- Stash/Methods for Attaining Extreme Altitudes (2007)
- Bongzilla (2019)

### Álbumes en vivo
- Live from the Relapse Contamination Festival 2003 (2004)